# Harm van der Laan
Harm van der Laan (Oude Pekela, 25 november 1880 - Nieuwe Pekela, 27 oktober 1944) was een Nederlandse fabrieksarbeider en koster. Hij was aanhanger van het baptisme.

## Biografie
Van der Laan was een zoon van de scheepsjager en arbeider Jan van der Laan en Marchien Beikes. Hij was gehuwd met Wubbina Poppen, dochter van de arbeider Koert Poppen en Antje Bodewitz uit Onstwedde.
Hij was werkzaam op de Aardappelmeelfabriek Alteveer in het gelijknamige dorp tussen Onstwedde en zijn woonplaats Nieuwe Pekela. Tijdens de Tweede Wereldoorlog was hij tevens enige tijd koster van de Baptistenkerk in Nieuwe Pekela. Hij bood onderdak aan twee verzetsstrijders.
Van der Laan was lid van de Landelijke Organisatie voor Hulp aan Onderduikers en van de Ordedienst.
Hij was nog maar korte tijd als koster werkzaam toen er in Nieuwe Pekela een razzia plaatsvond door de Duitse geheime politie, de SD, waarbij ook de Baptistenkerk werd doorzocht. Van der Laan werd door de SD aangehouden en door onder anderen de beruchte Robert Lehnhoff van het Scholtenhuis in Groningen ondervraagd en ernstig mishandeld. Hij werd naar de Onstwedderweg gebracht, uit de auto geduwd en door Lehnhoff langs de kant van de weg doodgeschoten.
Harm van der Laan ligt begraven op het kerkhof bij de Nederlandse Hervormde Kerk te Nieuwe Pekela. Voor Van der Laan, Jan Koolhof en Johannes Dijkhuis is een verzetsmonument opgericht.
In Nieuwe Pekela is ter nagedachtenis een straat naar hem genoemd.